# Torellella plicata
Torellella plicata är en ringmaskart som beskrevs av Valkov och Karlova 1984. Torellella plicata ingår i släktet Torellella, klassen havsborstmaskar, fylumet ringmaskar och riket djur. Inga underarter finns listade i Catalogue of Life.